# Ōzu (Ehime)
La Ciudad de Ōzu (大洲市 Ōzu-shi?) está situada en la Región de Shikoku, Prefectura de Ehime (antiguamente denominada Provincia de Iyo), Japón. 

## Características
Ōzu es una antigua Jōkamachi (城下町, "castle town") situada a orillas del Río Hiji (肱川 Hiji-kawa?).  
Se la conoce como la pequeña Kioto de Iyo (伊予の小京都 Iyo-no-Shōkyōto?) pues conserva numerosas construcciones antiguas y es cuna de sofisticada cultura. Ciertas similitudes pueden establecerse con Kioto, la antigua capital imperial.  
Limita con las ciudades de Yawatahama, Seiyo, Iyo y el municipio de Uchiko.
Se localiza en el curso medio-inferior de la cuenca del Río Hiji. El centro histórico de Ōzu ocupa el umbral de una llanura fluvial (Depresión de Ōzu) donde confluyen los ríos Hiji y Yaochi (矢落川 Yaochi-gawa?). Aguas abajo, el Río Hiji se encaja en un valle pronunciado para desembocar directamente en el Mar Interior de Seto. Las zonas montañosas alcanzan alturas que oscilan entre los 500 y 800 metros, salvo en la zona donde nace el Río Kawabe (河辺川 Kawabe-gawa?), afluente del Río Hiji, donde se alcanzan alturas que superan los 1000 metros.

## Historia
- Finales de la era de Kamakura (inicio del siglo XIV), las primeras fortificaciones a orillas del Río Hiji aparecen, generando pequeñas aglomeraciones urbanas a su alrededor.
- Inicios del período Azuchi-Momoyama (finales del siglo XVI), construcción del castillo de Ōzu y consolidación del feudo de Ōzu (大洲藩 Ozu-han?), tras la redistribución territorial impulsada por Toyotomi Hideyoshi (quien asignó a Wakisaka Yasutomo (脇坂 安元?) plenipotenciario inicial).
- 1617: llegada de Katō Sadayasu (加藤 貞泰?), primer daimio del clan Katō, que gobernará ininterrumpidamente la región durante 13 generaciones, hasta la abolición del Shogunato Tokugawa.
- Era Meiji y Era Taishō (fin del siglo XIX, inicio del siglo XX), gran expansión económica gracias a la producción de seda y de cera japonesa  (和蠟燭 warōsoku?)
- 1907: Kōuchi Torajiro (河内 寅次郎?), rico comerciante originario de Ōzu y amante del teatro Nō y la ceremonia de té completa la Villa Garyu.
- 1913: se inaugura el Puente de Hijikawa (肱川橋 Hijikawa-bashi?).
- 1935: se inaugura el Gran Puente de Nagahama (長浜大橋 Nagahama Ōhashi?) en la desembocadura del Río Hiji. Inscrito como Bien Cultural Importante del patrimonio de Japón 2014, siendo el puente basculante en hierro más antiguo de Japón todavía operativo.
- 1954: se fusionan el Pueblo de Ōzu (大洲町 Ōzu-chō?) y las villas de Hirano (平野村 Hirano-mura?), Awazu (粟津村 Awazu-mura?), Miyoshi (三善村 Miyoshi-mura?), Kamisukai (上須戒村 Kamisukai-mura?), Minamikume (南久米村 Minamikume-mura?), Sugeta (菅田村 Sugeta-mura?), Niiya (新谷村 Niiya-mura?), Yanagisawa (柳沢村 Yanagisawa-mura?) y Ookawa (大川村 Ookawa-mura?), formando la Ciudad de Ōzu.
- 1957: se finaliza la construcción de la Represa de Kanogawa (鹿野川ダム Kanogawa-damu?).
- 1959: concluyen las obras de reparación del Puente de Hijikawa.
- 1984: se inaugura el actual edificio del Ayuntamiento.
- 2005: el 11 de enero se fusionó con los pueblos de Nagahama y Hijikawa, y la Villa de Kawabe para formar la nueva Ciudad de Ōzu.

## Patrimonio
En su rico patrimonio destacan:
-Castillo de Ōzu 大洲城 (Ōzu-jō?) (cuatro de susu torretas fueron declaradas Bien Cultural Importante del Japón en 1957) 
-Garyū Sansō (臥龍山荘?) Pabellón de té y refugio en enclave natural con un cuidado jardín de té (roji 路地)  (Bien Cultural Importante desde 2016)
-Templo Nyohō (如法寺, Nyohō-ji?) Templo budista perteneciente a la escuela Rinzai, y fundado en 1669 por el monje Bankei 盤珪永琢 (Bankei Yōtaku?) junto con Katō Yasuoki, daimyo del domino de Ōzu (segunda generación del clan Katō). (Bien cultural importante desde 1992). Su sala de meditación zen alberga un escultura de Siddhattha Gotama, 釈迦如来像 (Shakanyorai-zō?), flanqueada por tatamis sobre-elevados, una disposición relativamente inusual en los espacios destinados al zazen 座禅.
-Puente basculante de Nagahama (長浜大橋, Nagahama Ōhashi?) completado en 1935, es el puente levadizo más antiguo del Japón todavía en actividad. (Bien cultural importante desde 2014) Restos de proyectiles de la aviación americana pueden ser contemplados hoy en día.  

## Accesos
- Autovía

El tramo entre los intercambiadores Oozukita y Oozuminami de la Autovía de Matsuyama es un tramo inconcluso de la autopista. Sin embargo, actualmente funciona como una ruta de circulación exclusiva para vehículos particulares.
- - Autovía de Matsuyama
    - Intercambiador Oozu
    - Intercambiador Oozukitatada

- - Ruta Oozu
    - Intercambiador Oozukita
    - Intercambiador Oozutomisu
    - Intercambiador Oozukonan
    - Intercambiador Oozuminami

- Rutas

- - Ruta Nacional 56
  - Ruta Nacional 197
  - Ruta Nacional 378
  - Ruta Nacional 441

- Ferrocarril

- - Línea Yosan
    - Ramal Viejo (Circuito costero)
      - Estación Kitanada
      - Estación Iyonagahama
      - Estación Iyoizushi
      - Estación Iyoshirataki
      - Estación Hataki
      - Estación Haruka
      - Estación Goro
      - Estación IyoOozu
      - Estación Nishioozu
      - Estación Iyohirano

    - Ramal Nuevo (Circuito de montaña)
      - Estación Kitayama
      - Estación Niiya

## Ciudades hermanadas
- Takashima (Shiga)
- Yonago (Tottori)

## Personas destacadas
- Leiji Matsumoto
- Toju Nakae
- Shuji Nakamura (nació en el Pueblo de Seto, en la actualidad parte del Pueblo de Ikata, pero se mudó durante la escuela primaria).